# بیمارستان امام هادی (آباده طشک)
بیمارستان امام هادی بیمارستانی است درمانی واقع در شهر آباده طشک، شهرستان بختگان، استان فارس وابسته به دانشگاه علوم پزشکی شیراز با ۳۲ تخت مصوب که در سال ۱۳۸۶ شمسی ساخت آن شروع شدو تا ۱۶ سال بعد تلاش‌هایی برای ساخت این بیمارستان شد ولی هیچ‌کدام نتیجه نداد. مردادماه ۱۴۰۳ در زمان ریاست مسعود قریب مطلق بر شبکه بهداشت و درمان شهرستان بختگان بیمارستان ۳۲ تخت خوابی امام هادی (ع) افتتاح گردید. این بیمارستان دارای بخش‌های اورژانس بستری داخلی اطفال اتاق عمل زایشگاه داروخانه آزمایشگاه و رادیولوژی و کلینیک متخصصین می‌باشد و د رحال حاضر تنها بیمارستان این شهرستان با ۳۴۰۰۰نفر جمعیت می‌باشد. /